# Arachnis tristis
Arachnis tristis là một loài bướm đêm thuộc phân họ Arctiinae, họ Erebidae.